# Suore del Verbo Incarnato e del Santissimo Sacramento (Bellaire)
Le Suore del Verbo Incarnato e del Santissimo Sacramento (in inglese Sisters of the Incarnate Word and Blessed Sacrament of Bellaire; sigla C.V.I.) sono un istituto religioso femminile di diritto pontificio.

## Storia
Le origini della congregazione si ricollegano a quelle dell'ordine fondato nel 1625 da Jeanne Chézard de Matel.
Nel 1873 alcune religiose provenienti dal monastero texano di Victoria aprirono una casa a Houston: la casa di Houston si costituì in monastero autonomo e nel 1832 aprì un noviziato a Bellaire. Nel 1950 la comunità di Houston fu trasformata in congregazione religiosa di diritto pontificio, con casa-madre a Bellaire.
L'istituto ebbe un rapido sviluppo e nel 1965 fu possibile aprire una filiale all'estero, in Guatemala.

## Attività e diffusione
Le suore sono dedite principalmente all'educazione della gioventù.
La sede generalizia è a Houston, in Texas.
Alla fine del 2015 l'istituto contava 36 religiose in 5 case.